# Robyn Regehr
Robyn Regehr (Recife, 19 aprile 1980) è un ex hockeista su ghiaccio canadese.

## Palmarès

### Mondiali
- 1 medaglia:
  - 1 argento (Austria 2005)

### World Cup
- 1 medaglia:
  - 1 oro (Canada 2004)